# Právo pastvy
Právo pastvy byla pozemková polní služebnost, která omezovala vlastníka pozemku ve prospěch majitele na něm dlouhodobě se pasoucích zvířat. Podstata spočívala v tom, že vlastník pozemku musel výkon této služebnosti strpět, nemohl tedy ze svého pozemku daná zvířata vyhnat. Nově se právo pastvy objevilo v souvislosti s rekodifikací českého soukromého práva.

## Všeobecný zákoník občanský
Právo pastvy mohlo vzniknout jak smlouvou mezi majitelem pozemku a majitelem zvířat, tak závětí, rozhodnutím soudu, nebo vydržením, pokud pokojné pasení trvalo alespoň 30 let. Jestliže nešlo o vydržení nebo jestliže nebylo v ostatních případech přesněji určeno, pak všeobecný zákoník občanský ve svých § 498–502 upravoval podrobnosti k výkonu tohoto práva.
Tak bylo stanoveno, že právo pastvy se vztahuje na všechny druhy tažného, hovězího a skopového dobytka, nikoli však na vepře a drůbež a na lesních pozemcích také nikoli na kozy. Nečistý, nezdravý a cizí dobytek byl však vždy z pastvy vyloučen. Doba pasení měla odpovídat místním podmínkám, stejně tak počet pasoucích se zvířat, sající mláďata se ale nepočítala. Právo pastvy spočívalo pouze v pasení, majitel zvířat nesměl sekat trávu, ani jinak daný pozemek poškozovat. Pokud by takové nebezpečí hrozilo ze strany zvířat, musel si najmout pastýře.

## Český občanský zákoník
V českém občanském zákoníku, účinném od roku 2014, je právo pastvy, jakožto jeden z druhů pozemkových služebností, obsaženo v § 1278–1282 a není od dřívější úpravy nijak zvláště odchylné. Doba vydržení je ale zkrácena na 10 let.